# Richard Venture
Richard Venture (eigentlich Richard Venturella; * 11. November 1923 in West New York, New Jersey; † 19. Dezember 2017 in Chester, Connecticut) war ein US-amerikanischer Schauspieler.

## Leben
Venture begann seine Karriere am Theater und hatte 1951 sein Broadwaydebüt im Melodrama Dinosaur Wharf an der Seite von Barnard Hughes, welches jedoch nach vier Aufführungen abgesetzt wurde. 1953 spielte er Tubal in William Shakespeares Der Kaufmann von Venedig. Im Jahr darauf hatte er ein Fernsehdebüt in der Seifenoper The Secret Storm; seine Karriere kam allerdings in der Folge nicht in Gang und es blieb Anfang der 1970er Jahre bei wenigen kurzen Gastauftritten und einer Statistenrolle in einem Spielfilm. Seine erste größere Filmrolle hatte er 1972 in Paul Newmans Die Wirkung von Gammastrahlen auf Ringelblumen, von da an war er für die nächsten Jahrzehnte ein vielgebuchter Gast verschiedener Serienformate. Zudem hatte er Nebenrollen unter anderem im mit vier Oscars ausgezeichneten Drama Die Unbestechlichen, der Filmsatire Willkommen Mr. Chance, dem Mafiafilm Der Sizilianer und der Literaturverfilmung Der Duft der Frauen. Eine etwas größere Rolle hatte er an der Seite von Jack Lemmon und Sissy Spacek als US-amerikanischer Botschafter im Oscar-prämierten Drama Vermisst von Costa-Gavras. Dem Fernsehpublikum war er vor allem durch seine Rolle des Lt. Cmdr. Leo Altobelli in der Fernsehserie Streethawk bekannt, weitere wiederkehrende Serienrollen hatte er unter anderem als John Osborne in Falcon Crest und als Douglas Greer in Law & Order.

## Filmografie (Auswahl)

### Film
- 1976: Die Unbestechlichen ( All the President's Men)
- 1977: Auf der Suche nach Mr. Goodbar (Looking for Mr. Goodbar)
- 1977: Ich bin der Größte (The Greatest)
- 1977: Verschollen im Bermuda-Dreieck (Airport ’77)
- 1979: Willkommen Mr. Chance (Being There)
- 1980: Jeder Kopf hat seinen Preis (The Hunter)
- 1981: Kein Mord von der Stange (Looker)
- 1982: Vermisst (Missing)
- 1986: Gangster Kid (Touch and Go)
- 1986: Heartbreak Ridge
- 1987: Der Sizilianer (The Sicilian)
- 1990: Navy Seals – Die härteste Elitetruppe der Welt (Navy Seals)
- 1992: Der Duft der Frauen (Scent of a Woman)
- 1996: Mut zur Wahrheit (Courage Under Fire)
- 1997: Red Corner – Labyrinth ohne Ausweg (Red Corner)

### Fernsehen
- 1963: General Hospital
- 1975: Harry O
- 1975: Make-up und Pistolen (Police Woman)
- 1979: Die Waltons (The Waltons)
- 1980: Unter der Sonne Kaliforniens (Knots Landing)
- 1983: Die Dornenvögel (The Thorn Birds)
- 1983: Falcon Crest
- 1985: Polizeirevier Hill Street (Hill Street Blues)
- 1985: Street Hawk
- 1986: Golden Girls
- 1990: L.A. Law – Staranwälte, Tricks, Prozesse (L.A. Law)
- 1991–2000: Law & Order
- 1992: Mord ist ihr Hobby (Murder, She Wrote)
- 1992: Seinfeld
- 1993: Die Abenteuer des Brisco County jr. (The Adventures of Brisco County, Jr.)

## Broadway
- 1951: Dinosaur Wharf
- 1953: The Merchant of Venice
- 1971: Solitaire
- 1971–1972: Murderous Angels
- 1973–1974: Chemin de Fer
- 1973–1974: The Visit
- 1974: The National Health